# Zadąbrowie (województwo mazowieckie)
Zadąbrowie dawniej też Gachówka – wieś w Polsce położona w województwie mazowieckim, w powiecie kozienickim, w gminie Głowaczów.
W latach 1975–1998 miejscowość należała administracyjnie do województwa radomskiego.
Wierni kościoła rzymskokatolickiego należą do parafii św. Teresy od Dzieciątka Jezus w Dobieszynie.